# Kushika
En el marco de la mitología hinduista, Kushika es un rash (‘rey’) de la casta chatria.
Según el Rig-veda ―el texto más antiguo de la India, de mediados del II milenio a. C.― (3.33.5), el rey Kushika era el padre del famoso sabio Visuamitra.
En cambio el Majabhárata convirtió a Kushika en padre de Gadha y abuelo de Visuamitra.
En un relato que se encuentra en los capítulos 52 a 56 del «Anushasana parva» del Majabhárata (texto épico-religioso del siglo III a. C.), el rey Kushika y su reina realizaron varias tareas domésticas para el sabio brahmán Chiavana durante 21 días. El sabio se sintió satisfecho por su humildad y devoción y les dio como premio un palacio mágico de oro y predijo que tendrían un nieto dotado de gran energía, Vishuamitra, que a pesar de nacer en una familia chatria (guerreros) se convertiría en un brahmán (sacerdote).
Al sabio Vishuamitra se lo llamaba Kaushik (‘descendiente de Kushika’).
Existe un gotra llamado Kaushik, que afirman ser descendientes del rey Kushika.

## Nombre sánscrito
- kuśika, en el sistema AITS (alfabeto internacional para la transliteración del sánscrito).[1]
- कुशिक, en escritura devanagari del sánscrito.[1]
- Pronunciación:
  - /kushiká/ en sánscrito[1] o bien
  - /kushík/ en varios idiomas modernos de la India (como el bengalí, el hindí, el maratí o el palí).
- Etimología: ‘bizco’.[1]